# Moab (Utah)
Moab è una città degli Stati Uniti d'America, situata nello Utah, nella Contea di Grand.

## Geografia
Sorge sull'Altopiano del Colorado lungo il corso del fiume Colorado, e viene considerata una meta leggendaria per gli appassionati di off-road tanto da essere richiamata con una mappa topografica sul tappetino di gomma situato nel vano portaoggetti centrale della Jeep Renegade. Il monolito dello Utah è stato scoperto nel deserto vicino alla città.